# Martine Lehideux
Martine Lehideux (ur. 27 maja 1933 w Paryżu) – francuska polityk i samorządowiec, posłanka do Parlamentu Europejskiego II i III kadencji.

## Życiorys
Córka działacza politycznego Huberta Lehideux i Jeanne Deviolaine, siostra polityka Bernarda Lehideux. Jej wuj François Lehideux był sekretarzem stanu ds. produkcji przemysłowej rządzie Francji Vichy. Uzyskała wykształcenie średnie, pracowała jako sekretarka medyczna. Od 1953 należała do Jeunesses Fédéralistes Françaises, młodzieżówki Ruchu Europejskiego. Później działała w organizacjach prorodzinnych i antyaborcyjnych, została założycielką Cercle national des femmes d’Europe, ruchu kobiecego afiliowanego przy Froncie Narodowym. Od 1972 należała do tej partii, od 1982 zasiadała w komitecie centralnym, a od 1994 pełniła funkcję wiceprzewodniczącej. W 1984 i 1989 wybierana do Parlamentu Europejskiego, była wiceprzewodniczącą frakcji prawicowych. W latach 1992–2010 zasiadała w radzie regionu Île-de-France. W 1998 zaprezentowano ją jako ministra ds. reintegracji w nacjonalistycznym gabinecie cieni Jean-Claude’a Martineza. W 2009 odeszła z FN, przechodząc do Parti de la France założonej przez Carla Langa.
Jej mąż André Dufraisse był politykiem nacjonalistycznym, a w czasie II wojny światowej żołnierzem Legionu Ochotników Francuskich przeciw Bolszewizmowi. Mieli pięcioro dzieci.